# Thủy điện Nậm Mạ

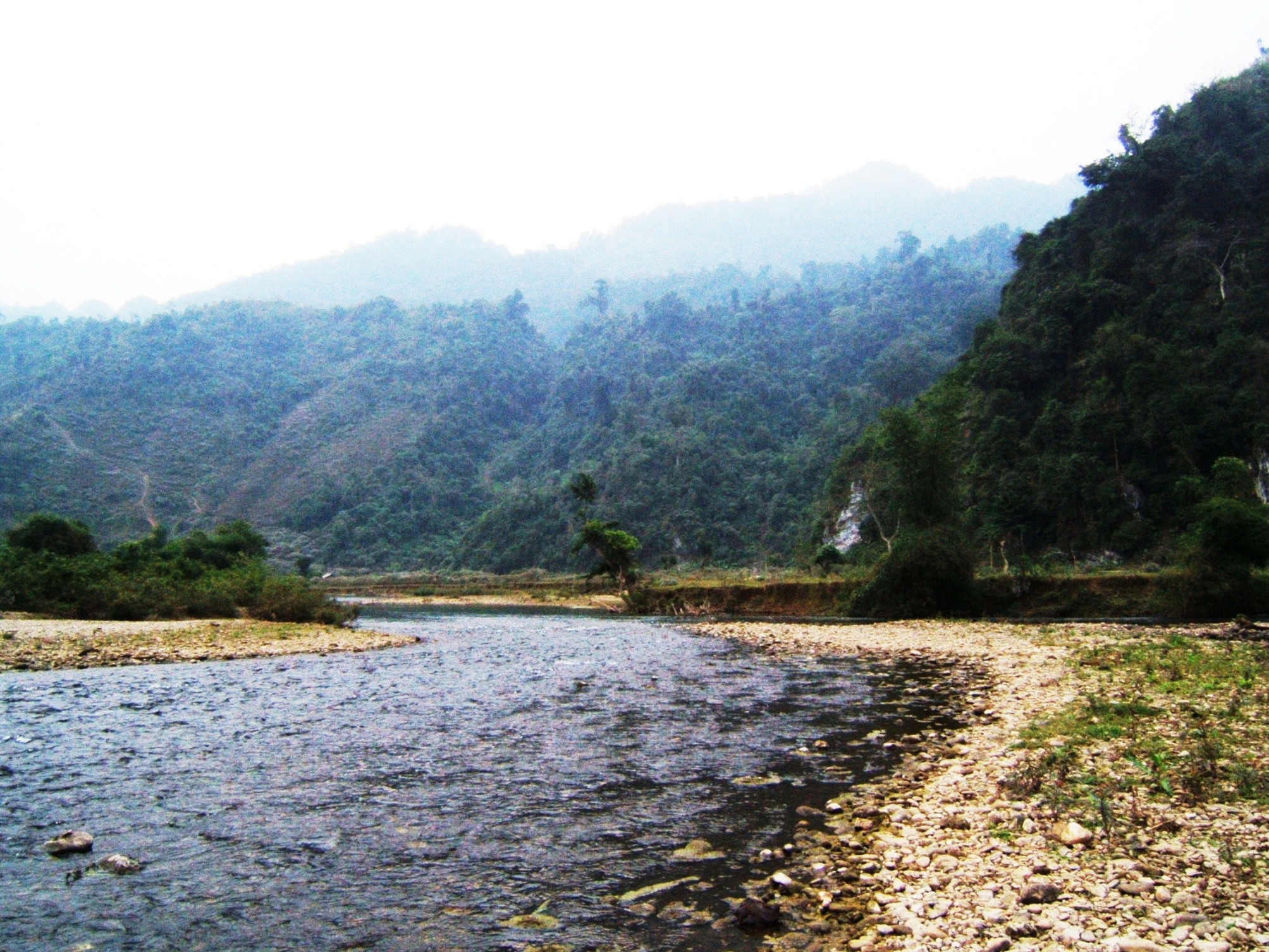
Nậm Mạ tại bản Nà Sài xã Minh Ngọc, Hà Giang

Thủy điện Nậm Mạ gồm các bậc thủy điện xây dựng trên dòng nậm Mạ trên vùng đất xã Tùng Bá huyện Vị Xuyên, Hà Giang, Việt Nam  .
Thủy điện Nậm Mạ 1 có công suất lắp máy 18 MW với 2 tổ máy, sản lượng điện hàng năm 72 triệu KWh, xây dựng tại thôn Khuôn Làng xã Tùng Bá, khởi công tháng 12/2015, dự kiến hoàn thành tháng 12/2017. Đến tháng 9/2018 Thủy điện Nậm Mạ thực hiện vận hành thử tải.
Thủy điện Nậm Mạ 1 có cột nước cao, đường ống dẫn nước dài cỡ 6 km trên địa hình dốc, đến nhà máy phát điện 22°53′57″B 105°05′24″Đ / 22,899225°B 105,089916°Đ.

## Nậm Mạ
Nậm Mạ là phụ lưu cấp 1 của sông Gâm chảy ở tỉnh Hà Giang .
Nậm Mạ bắt nguồn từ thung lũng xã Tùng Bá, huyện Vị Xuyên, chảy theo hường đông nam, qua các xã Yên Định, Minh Ngọc, đến xã Thượng Tân huyện Bắc Mê thì đổ vào sông Gâm. 22°43′59″B 105°13′34″Đ / 22,732939°B 105,226127°Đ
Thủy điện Nậm Mạ ở cách thành phố Hà Giang cỡ 13 km hướng đông bắc theo đường thẳng.